# Glaam
Glaam ist der zweitkleinste Ortsteil der Gemeinde Hohenroda im osthessischen Landkreis Hersfeld-Rotenburg.

## Geographie
Der Ort liegt im Landecker Amt in der Rhön direkt an der Grenze zu Thüringen. 

## Geschichte
Die älteste bekannte schriftliche Erwähnung von Glaam erfolgte im Jahr 1592.

### Gebietsreform
Bereits am 1. September 1968 wurde der kleine Ort nach Ransbach eingemeindet, das am 1. Februar 1971 im Zuge der Gebietsreform in Hessen mit Mansbach zur neuen Gemeinde Hohenroda fusionierte.
Für den Ortsteil Glaam wurde ein Ortsbezirk mit Ortsbeirat und Ortsvorsteher nach der Hessischen Gemeindeordnung gebildet.

### Bevölkerung
Einwohnerentwicklung
| Glaam: Einwohnerzahlen von 1834 bis 2020 | Glaam: Einwohnerzahlen von 1834 bis 2020 | Glaam: Einwohnerzahlen von 1834 bis 2020 | Glaam: Einwohnerzahlen von 1834 bis 2020 | Glaam: Einwohnerzahlen von 1834 bis 2020 |
| --- | ---------------------------------------- | ---------------------------------------- | ---------------------------------------- | ---------------------------------------- |
| Jahr |                                          |                                          |                                          | Einwohner                                |
| 1834 | 1834                                     |                                          | 134                                      | 134                                      |
| 1840 | 1840                                     |                                          | 130                                      | 130                                      |
| 1846 | 1846                                     |                                          | 120                                      | 120                                      |
| 1852 | 1852                                     |                                          | 117                                      | 117                                      |
| 1858 | 1858                                     |                                          | 120                                      | 120                                      |
| 1864 | 1864                                     |                                          | 117                                      | 117                                      |
| 1871 | 1871                                     |                                          | 116                                      | 116                                      |
| 1875 | 1875                                     |                                          | 102                                      | 102                                      |
| 1885 | 1885                                     |                                          | 95                                       | 95                                       |
| 1895 | 1895                                     |                                          | 103                                      | 103                                      |
| 1905 | 1905                                     |                                          | 81                                       | 81                                       |
| 1910 | 1910                                     |                                          | 91                                       | 91                                       |
| 1925 | 1925                                     |                                          | 101                                      | 101                                      |
| 1939 | 1939                                     |                                          | 102                                      | 102                                      |
| 1946 | 1946                                     |                                          | 144                                      | 144                                      |
| 1950 | 1950                                     |                                          | 135                                      | 135                                      |
| 1956 | 1956                                     |                                          | 122                                      | 122                                      |
| 1961 | 1961                                     |                                          | 112                                      | 112                                      |
| 1967 | 1967                                     |                                          | 106                                      | 106                                      |
| 1970 | 1970                                     |                                          | 109                                      | 109                                      |
| 1980 | 1980                                     |                                          | ?                                        | ?                                        |
| 1990 | 1990                                     |                                          | ?                                        | ?                                        |
| 2000 | 2000                                     |                                          | ?                                        | ?                                        |
| 2011 | 2011                                     |                                          | 72                                       | 72                                       |
| 2015 | 2015                                     |                                          | 77                                       | 77                                       |
| 2020 | 2020                                     |                                          | 65                                       | 65                                       |
| Datenquelle: Historisches Gemeindeverzeichnis für Hessen: Die Bevölkerung der Gemeinden 1834 bis 1967. Wiesbaden: Hessisches Statistisches Landesamt, 1968. Weitere Quellen: ; Gemeinde Mansbach; Zensus 2011 |                                          |                                          |                                          |                                          |

Religionszugehörigkeit
 Quelle: Historisches Ortslexikon
| • 1885: | 095 evangelische (= 100,00 %) Einwohner                             |
| • 1961: | 110 evangelische (= 98,21 %), zwei katholische (= 1,79 %) Einwohner |

## Sehenswürdigkeiten
Für die unter Denkmalschutz stehenden Kulturdenkmale des Ortes siehe die Liste der Kulturdenkmäler in Glaam.